# Thomasville (Alabama)
Thomasville è un comune degli Stati Uniti d'America situato nella contea di Clarke dello Stato dell'Alabama.